# دورنیه دو ۲۹
دورنیه دو ۲۹ (به انگلیسی: Dornier_Do_29) یک هواگرد از نوع هواگرد آزمایشی ساخت شرکت دورنیه فلوکتسایک‌ورک در آلمان است. هواگرد دورنیه دو ۲۹ نخستین پروازش را در ۱۲ دسامبر ۱۹۵۸ میلادی انجام داد.